# زایدهورن
زویدهرن (تلفظ هلندی: [ˈzœytɦɔrn] ()) شهری در شمال شرقی هلند است. زویدهرن دارای دو ایستگاه قطار زویدهرن و Grijpskerk است.